# 松山千大
松山 千大（まつやま ちひろ、2001年1月5日 - ）は、ジャパンラグビーリーグワントヨタヴェルブリッツに所属するラグビー選手。

## プロフィール
- 大阪府出身[1]。
- ポジションはウィング(WTB)、センター(CTB)。
- 身長 172 cm、体重 87 kg

## 略歴
2019年、大阪桐蔭高校卒業後、帝京大学に入学。なお大阪桐蔭高校時代、主将を務めて大阪桐蔭花園初優勝に貢献、高校日本代表に選ばれたことがある。
2022年、帝京大学ラグビー部の主将に就任。
2023年、トヨタヴェルブリッツに加入。同年3月、帝京大学卒業。
2024年、バリースポーツクラブに派遣。